# 王貞治ベースボールミュージアム
王貞治ベースボールミュージアム（おうさだはるベースボールミュージアム）は、王貞治（元プロ野球選手・監督、現福岡ソフトバンクホークス球団取締役会長）の功績を称え足跡を残す記念館（ミュージアム）である。2010年7月3日、福岡県福岡市中央区のヤフオク!ドーム内（スポーツバー「ザ・ビッグライフ」跡）に開館した。運営は福岡ソフトバンクホークス株式会社が行っている。ドーム改装に伴い、一旦閉館したが、2020年7月21日、BOSS E・ZO FUKUOKAの4階に正式名称「王貞治ベースボールミュージアム Supported by リポビタンD」として再オープンした。現在の命名権はブシロードが獲得しており、現在の正式名称は「王貞治ベースボールミュージアム Supported by DREAM ORDER」である。

## 概要
国民栄誉賞第1号やホームラン記録世界一などの功績を称え、関連品の展示を行う。早稲田実業高校、読売ジャイアンツ、福岡ダイエーホークス、福岡ソフトバンクホークス、ワールド・ベースボール・クラシック日本代表と選手・監督として様々な野球実績を持つ王貞治を通して、子供達に野球の素晴らしさを伝える目的で開設。
年に数回、野球選手OBによる野球教室なども行っている。
場内ではiPhoneによるガイドを行なっており、ユーザーは専用アプリ（無料）をApp Storeからダウンロードして機能を活用できる。なお非所持者にはiPhoneの場内貸し出しも行なっている。
またこのミュージアムは「ホークス記念館」としての側面も持っており、2011年シーズンに日本一を獲得した際は館内にて特別展示を実施している。
入場料は大人（16歳以上）1,800円、子供（10歳～15歳）900円、9歳以下は無料（要保護者同伴）。

### 施設・内容
- ヒストリーゾーン
- 89パーク
- STUDIO E･ZO

### 展示品協力各社
- 読売新聞社
- 日本テレビ放送網
- 報知新聞社
- 読売巨人軍（読売ジャイアンツ）

## 沿革・スケジュール
- 2010年2月15日 - 福岡ソフトバンクホークスマーケティング株式会社より設立概要を発表。
- 2010年3月10日 - 記者会見で、開館日を正式発表。
- 2010年7月3日 - 開館。
- 2018年11月1日 - ヤフオクドームの改修に伴い一時閉館。2020年開業の、ヤフオクドーム（当時）隣に建設する新ビルに移転予定とされた。
- 2020年7月21日 - BOSS E・ZO FUKUOKA内に王貞治ベースボールミュージアム Supported by リポビタンDとして再オープン。
- 2023年３月１日 - ブシロードが命名権を獲得。名称が 王貞治ベースボールミュージアム Supported by DREAM ORDERとなる。

## CM
福岡地区限定で、以下のテレビCMを放送（ソフトバンクモバイルホームページ内CMギャラリーでも配信）。
ソフトバンクモバイル（ホークスと同じく、ソフトバンクグループの一社）のCMキャラクターである白戸次郎（架空の家族「白戸家」の「お父さん」）が王の代名詞である一本足打法を披露。王本人から「君、上手だね。」とお墨付きをもらう。という内容である。